# Rue de Brosse
Koordinaten: 48° 51′ N, 2° 21′ O
Die Rue de Brosse ist eine alte Straße im 14. Arrondissement, Quartier Saint-Gervais, von Paris.

## Lage
Die Straße beginnt am Quai de l’Hôtel de Ville und führt zur Place Saint-Gervais.

## Namensursprung
Die Straße ist nach dem Architekten der Église Saint-Gervais, Salomon de Brosse, benannt.

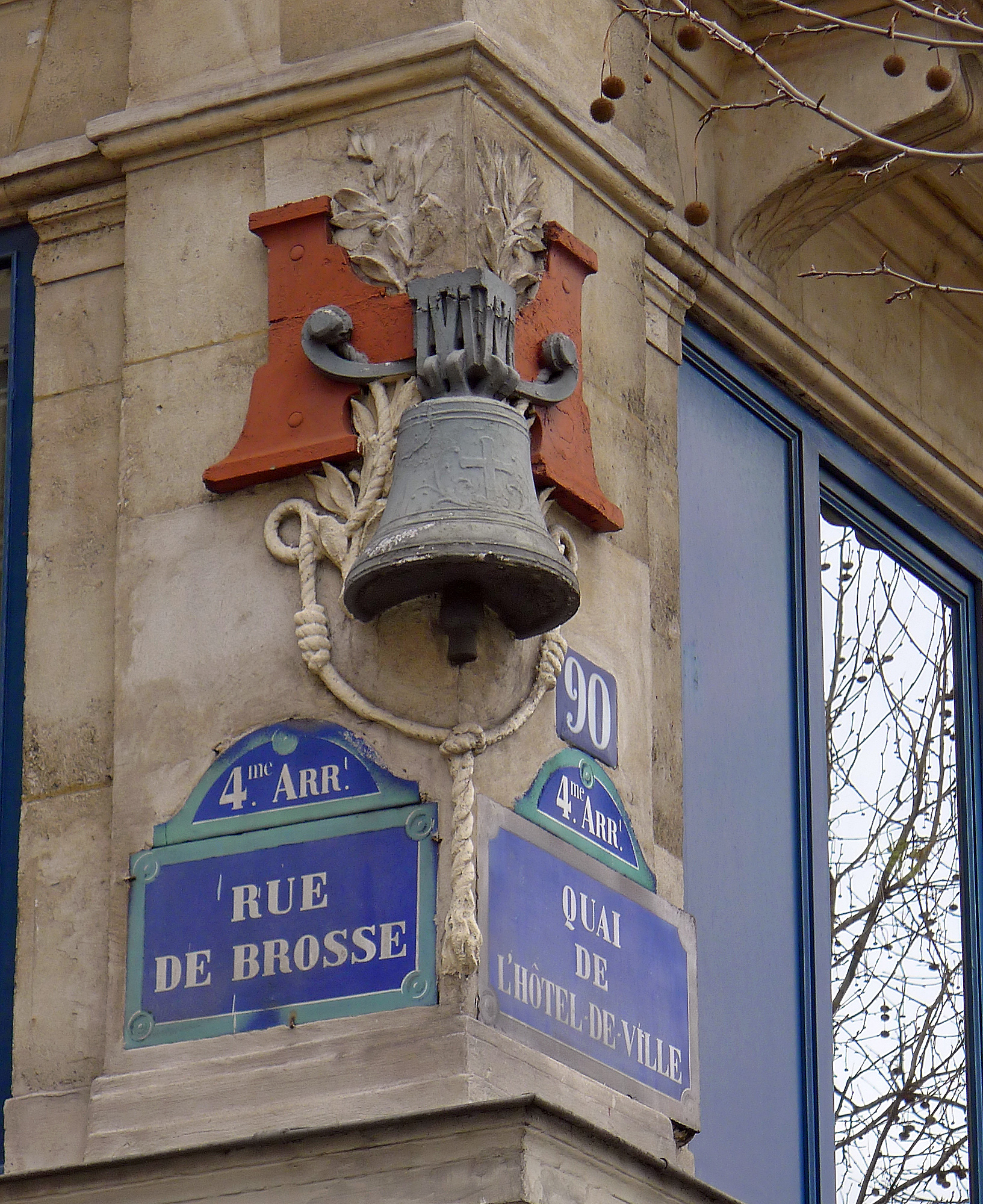
Dekoration am Eingang der Straße

## Geschichte
Die Mönche des Klosters Longpont nahe Soissons unterhielten in der Straße ein Hospiz. Daher die ursprünglichen Namen «Rue aux Moines-de-Longpont», dann «Rue du Port-Saint-Gervais» und «Rue du Longpont».
Ein ministerieller Beschluss vom 13 thermidor an V (31. Juli 1797) mit der Unterschrift von François de Neufchâteau legt die Breite der Straße mit 8 m fest. Ein königlicher Erlass vom 19. Mai 1838 ändert dies auf 15 m.
Im 19. Jahrhundert befand sich die «Rue de Longpont», die 1838 in «Rue Jacques-de-Brosse» umbenannt wurde, mit einer Länge von 92 m im ehemaligen 9. Arrondissement, dem Stadtteil Hôtel-de-Ville. Sie begann an dem Quai de la Grève 46-48 und endete in der Rue du Monceau-Saint-Gervais 14 (heute Rue François-Miron 1838) und Rue du Pourtour-Saint-Gervais.
Die Hausnummern waren schwarz; Nr. 15 war die letzte ungerade und Nr. 8 die letzte gerade Nummder.
Per Erlass vom 14. Dezember 1838 erhielt sie den Namen «Rue Jacques-de-Brosse». Mit Erlass vom 4. Juni 1881 bekam die Straße dann den heutigen Namen: Rue de Brosse.